# Glâmbocel
Glâmbocel – wieś w Rumunii, w okręgu Ardżesz, w gminie Bogați. W 2011 roku liczyła 20 mieszkańców.